# Podarge
Segons la mitologia grega, Podarge (en grec antic Ποδάργη), va ser una de les Harpies.
Unida al déu del vent Zèfir, va engendrar dos cavalls Xantos i Bali, que pertangueren a Aquil·les, i també se li atribueix la maternitat de Flogeu i Hàrpag, cavalls dels Dioscurs (o els que Diomedes va robar a Resos).